# المركز الوطني لنظم الموارد الحكومية
المركز الوطني لنظم الموارد الحكومية The National Center for Government Resource Systems هو مركز حكومي سعودي أنشئ بقرار مجلس الوزراء الصادر بتاريخ 16 فبراير 2021 القاضي بتحويل وكالة الأنظمة بوزارة المالية إلى مركز مستقل باسم «المركز الوطني لنظم الموارد الحكومية»، يهدف إلى تخطيط وإدارة الموارد الحكومية، وتوفير أنظمة موحدة ومتكاملة، وتعزيز الشفافية ومكافحة الفساد، وتحسين الإنتاجية وكفاءة التشغيل والإنفاق، وتوفير منتجات وخدمات رقمية، بالإضافة إلى بناء قدرات البيانات وذكاء الأعمال.

## دور المركز[4]
- رفع مستوى جودة الخدمات للمستفيدين.
- تعزيز الابتكار واستخدام أحدث التقنيات.
- دعم المنشآت الصغيرة والمتوسطة والمحتوى المحلي.
- زيادة التنافسية وإتاحة الفرص.
- تحسين تجربة المستفيدين وقياس مؤشرات الأداء.
- توحيد الإجراءات والتكامل بين المستفيدين.

## وسائل  الاتصال
الرقم الموحد 19990 
وسائل التواصل الاجتماعي NCGR_GOV_SA

## الموقع الجغرافي
رابط الموقع الجغرافي